# Luciafesten
Luciafesten, svensk TV-pjäs från 1992 med bland andra Jan-Olof Strandberg, Malin Berghagen, Birgitta Andersson och Margaretha Krook i regi av Peter Stormare.

Pjäsen handlar om Henry Malm, den perfekte tjänstemannen som drabbas av kärleken och får mod att säga sanningen. Allt för den vackra tärnans skull.

## Roller i urval
- Jan-Olof Strandberg - Henry Malm
- Malin Berghagen - luciatärnan
- Birgitta Andersson - Elisabet
- Margaretha Krook - receptionisten